# مینوچیانو
مینوچیانو (به ایتالیایی: Minucciano) یک کومونه در ایتالیا است که در استان لوکا واقع شده‌است.

## خصوصیات
مینوچیانو ۵۷٫۰ کیلومترمربع مساحت و ۲٬۴۱۹ نفر جمعیت دارد و ۶۹۷ متر بالاتر از سطح دریا واقع شده‌است.